# District de Mahendragarh
Le district de Mahendragarh (hindi : महेन्‍द्रगढ जिला)  est un district  de l'état de l'Haryana  en Inde.

## Description
Au recensement de 2011, sa population était de 922 088 habitants pour une superficie de 1 899 km2. Son chef-lieu est la ville de Narnaul. 